# Masaka Kids Africana

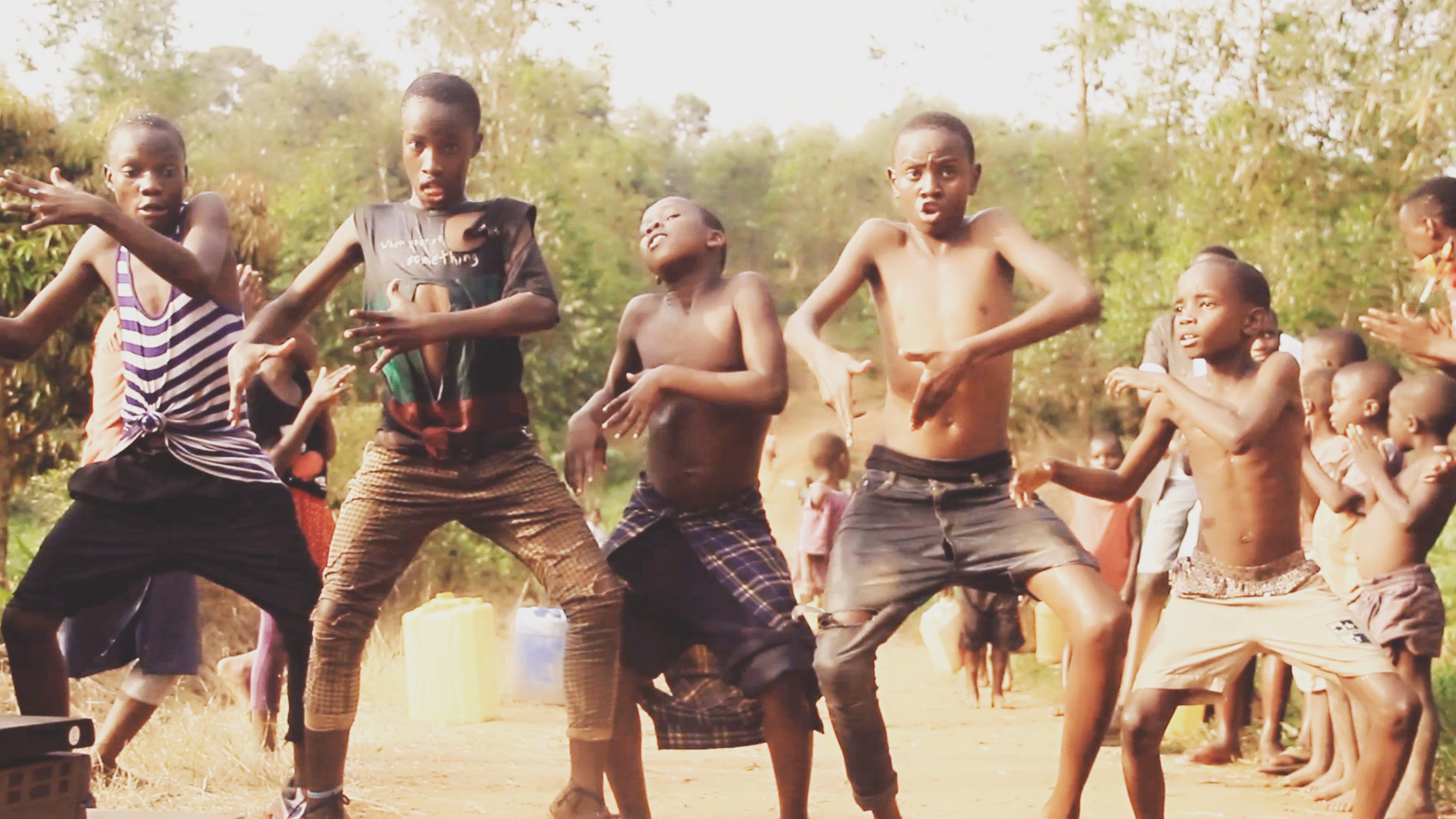

Masaka Kids africana est un groupe de danse composé d'enfants défavorisés et orphelins originaire d'Ouganda.

## Histoire
Leur histoire est similaire à celle des Ghetto Kids. Ils sont aussi des enfants défavorisés d'Ouganda et se font connaitre par leur danse qui devient virale sur Internet.
Le Masaka Kids Africana est un orphelinat situé à Nyendo. La danse est une thérapie. Ils sont originaires de Masaka, au centre de l'Ouganda. Composé d'environ 30 danseurs, essentiellement des enfants ayant perdu un ou deux parents des suites des ravages de la guerre, de la famine ou de la maladie. 
Suuna Hassan fonde les Masaka Kids en 2014. L'enseignant utilise alors l'organisation à but non lucratif pour la danse et le chant des enfants. L'expression, la connexion avec d'autres enfants et la médiatisation font découvrir aux enfants leur potentiel.

## Notoriété
Le vidéo clip de Masaka Kids avec Karina Palmira devient viral sur Internet et propulse le groupe vers la notoriété.
Masaka Kids s'est produit au siège des Nations unies à New York, à la Banque mondiale à Washington D.C. et au siège de l'Union africaine en Éthiopie. Ils ont remporté plusieurs prix pour leurs performances.
Ils réalisent un clip en solidarité aux victimes du double tremblement de terre en Turquie de 2023.

## Collaborations
- Le groupe collabore avec Eddy Kenzo[8].
- En 2021, les Masaka Kids Africana collaborent avec Bob Sinclar[9].